# Aloe archeri
Aloe archeri (укр. Алое арчері, Алое Арчера)  — сукулентна рослина роду алое.

## Етимологія
Видова назва дана на честь Філіппа Арчера, британського ентузіаста сукулентних рослин, що вивчав їх в Кенії у 1950–1974 рр..

## Морфологічна характеристика
Стебло до 400 см (але зазвичай набагато коротше), листя 30-45x10-12 см, розлоге чи відігнуте, червонувате. Коричневі зубці 4-5 мм, 6-15 мм один від одного. Суцвіття 70-120 см з 6-12 гілками. Волоть циліндрична, 10-22 см завдовжки. Частково схоже на Aloe doddsiorum і Aloe murina. 

## Місця зростання
Зростає в дістрикті Лайкіпія, Кенія на висоті 1 200 — 1 800 м над рівнем моря.

## Умови зростання
Мінімальна температура — + 10 °C. Надає перевагу сонячним місцям або легкій тіні. Посухостійка рослина.

## Культивування
Майже невідомий таксон в Європі.